# Косолаповский сельсовет (Курганская область)
Косола́повский сельсовет — упразднённые административно-территориальная единица и муниципальное образование со статусом сельского поселения в составе Целинного района Курганской области.
Административный центр — село Косолапово.
Законом Курганской области от 29.06.2021 № 73 к 9 июля 2021 года сельсовет упразднён в связи с преобразованием муниципального района в муниципальный округ.

## История
В соответствии с Законом Курганской области от 6 июля 2004 года № 419 сельсовет наделён статусом сельского поселения.

## Население
| 1989 | 2002  | 2004  | 2010 | 2012 | 2013 | 2014 |
| ---- | ----- | ----- | ---- | ---- | ---- | ---- |
| 1612 | ↘1149 | ↘1092 | ↘814 | ↘760 | ↘734 | ↘706 |
| 2015 | 2016  | 2017  | 2018 | 2019 | 2020 |      |
| ↘657 | ↘651  | ↗658  | ↘636 | ↘585 | ↘579 |      |

## Состав сельского поселения
| № | Населённый пункт | Тип населённого пункта       | Население |
| - | ---------------- | ---------------------------- | --------- |
| 1 | Косолапово       | село, административный центр | ↘571      |
| 2 | Листвянка        | деревня                      | ↘216      |
| 3 | Одина            | деревня                      | ↘27       |